# Kara Tointon
Kara Louise Tointon (Basildon, 5 augustus 1983) is een Britse actrice.

## Biografie
Tointon werd geboren in Basildon als oudere zus van actrice Hannah, en groeide op in Leigh-on-Sea. Op zevenjarige leeftijd werd geconstateerd dat zij dyslexie heeft.
Tointon begon in 2001 met acteren in de televisieserie Teachers, waarna zij nog meerdere rollen speelde in televisieseries en films. Zij is vooral bekend van haar rol als Dawn in de televisieserie EastEnders, waar zij in 337 afleveringen speelde (2005-2009). Naast het acteren voor televisie is zij ook actief in het theater, zo speelt zij op West End in Londen.

## Filmografie

### Films
- 2022 The Gallery - als Jamie
- 2018 RSC Live: Twelfth Night - als Olivia
- 2017 Gaslight - als Bella Manningham
- 2016 Let's Be Evil - als Tiggs
- 2015 The Sound of Music Live - als Maria
- 2013 Last Passenger - als Sarah Barwell
- 2012 The Sweeney - als Megan Barret
- 2006 Just My Luck - als concertganger
- 2004 The Football Factory - als Tameka
- 2003 Boudica - als Poppaea
- 2001 Never Play with the Dead - als Victoria

### Televisieseries
Uitgezonderd eenmalige gastrollen.
- 2017 Henry IX - als Serena - 3 afl.
- 2017 The Halcyon - als Betsey Day - 8 afl.
- 2016 Mr Selfridge - als Rosalie De Bolotoff - 10 afl.
- 2015 Mr Selfridge - als Rosalie Selfridge - 10 afl.
- 2014 Lewis - als Erica Stoke - 2 afl.
- 2005-2009 EastEnders - als Dawn - 337 afl.
- 1999-2005 Dream Team - als Gina Molliano - 13 afl.
- 2002-2003 Harry and Cosh - als Gaby - 14 afl.
- 2001 Teachers - als Pauline Young - 8 afl.

- Bibliothèque nationale de France: cb169218817 (data)
- Gemeinsame Normdatei: 1263256465
- International Standard Name Identifier: 0000 0001 3382 4418
- Virtual International Authority File: 312567830